# Dios Nos Mire Alto
Dios Nos Mire Alto es un caserío peruano ubicado en el distrito de Chulucanas, perteneciente a la provincia de Morropón del departamento de Piura, al norte del Perú.

## Ubicación
Dios Nos Mire Alto se ubica al noroeste de la provincia de Morropón, en el distrito de Chulucanas, en el departamento de Piura.

## Demografía
En 2017 Dios Nos Mire Alto tenía una población de 85 habitantes.